# Układ z Moss
Układ z Moss (podpisany w mieście Moss na południe od Oslo 14 sierpnia 1814) pomiędzy Szwecją i Norwegią ustanowił między tymi krajami unię personalną. W dokumencie tym zatwierdzono zaprzysiężoną wcześniej w Eidsvoll norweską konstytucję, do której dodano nowelizację o unii obu królestw. W wyniku układu król Chrystian VIII Fryderyk abdykował 10 października 1814 i opuścił kraj.